# Per Hugo Jacobsson
Per Gustaf Hugo Jakobsson, född 4 februari 1886 i Stockholm, död där 30 november 1959, var en svensk skådespelare.

## Filmografi
- 1931 – Falska miljonären
- 1932 – Muntra musikanter
- 1932 – Jag gifta mig – aldrig
- 1933 – Djurgårdsnätter
- 1933 – Halta Lena och vindögde Per
- 1934 – Sången om den eldröda blomman
- 1934 – Sången till henne
- 1935 – Äktenskapsleken
- 1937 – Lyckliga Vestköping
- 1938 – Med folket för fosterlandet
- 1938 – Du gamla du fria
- 1939 – Efterlyst
- 1939 – Frun tillhanda
- 1942 – Löjtnantshjärtan
- 1944 – Hans officiella fästmö
- 1944 – Den osynliga muren
- 1946 – Kris
- 1948 – Livet på Forsbyholm
- 1956 – Fjärilen och ljuslågan